# Lógica de acoplamiento por emisor
En la electrónica, la lógica de acoplamiento por emisor o ECL, es una lógica actual de la familia en la que se dirigió a través de transistores bipolares para implementar funciones lógicas. ECL es a veces llamado modo lógica actual o interruptor de corriente emisor-seguidor lógico(CSEF) . 
La principal característica de ECL es que los transistores no están nunca en la región de saturación y por lo tanto, pueden cambiar los estados de muy alta velocidad. Su principal desventaja es que el circuito de corriente continua se basa, lo que significa que requiere de mucha energía.

## Historia
ECL fue inventado en agosto de 1956 en IBM por Hannon S. Yourke [6]. Originalmente llamada actual lógica de dirección, se utiliza en el tramo IBM 7090 - IBM 7094 y las computadoras. 
Si bien en los circuitos ECL mediados del decenio de 1960 a través de la década de 1990 consistió en una etapa de amplificador diferencial de entrada lógica para llevar a cabo, seguido de un emisor de seguidor para conducir el cambio de los productos y los voltajes de salida por lo que será compatible con las entradas, cambiar la actual Yourke, también conocido como ECL, consistió sólo de los amplificadores diferenciales. Para proporcionar compatibilidad de los niveles de entrada y salida, dos versiones complementarias se han utilizado, una versión NPN y PNP versión. La salida NPN PNP podría conducir insumos, y viceversa. "Las desventajas son que un mayor número de diferentes voltajes de alimentación son necesarios, y los dos transistores NPN y PNP son obligatorios." 
Motorola presentó su primer circuito integrado monolítico digital de la línea, MECL I, en 1962